# Målsön
Målsön är en småort i Kalix kommun, Norrbottens län.